# Kolej Wschodniochińska

Kolej Wschodniochińska (mapa współczesna)

Kolej Wschodniochińska (chiń. 东清铁路, ros. Китайско-Восточная железная дорога – Kitajsko-Wostocznaja Żeleznaja Doroga, skrót КВЖД, KWŻD) – linia kolejowa przebiegająca przez północno-wschodnie Chiny (Mandżurię). Została zbudowana, by połączyć rosyjskie miasta Czyta i Władywostok. Jej południowa gałąź, znana na Zachodzie jako Kolej Południowomandżurska, stanowiła casus belli wojny rosyjsko-japońskiej i drugiej wojny chińsko-japońskiej (1937–1945).

## Historia
Początki budowy KWŻD sięgają lat 90. XIX wieku. W maju 1895 roku, jeszcze na rok przed uzyskaniem zgody Chin, Rosjanie wysłali na teren budowy dwie grupy inżynierów, z zadaniem wytyczenia przebiegu przyszłej kolei. Jedna ekspedycja opracowała tzw. wariant północny, który ostatecznie został zatwierdzony do realizacji. Według niego kolej miała przebiegać przez miasta Acheng, Hulan i Qiqihar i schodzić w dolinę rzeki Jalu. Początkowo budowa kolei spotkała się z oporem władz chińskich, ale wskutek rosnącej potęgi Japonii i dominacji Wielkiej Brytanii na Dalekim Wschodzie, Rosja wydawała się naturalnym sojusznikiem, a w najgorszym wypadku – mniejszym złem. W maju 1896 r. w zamian za zgodę na budowę, Chiny otrzymały gwarancje militarne ze strony Rosji oraz pożyczkę, bez której nie mogłyby spłacić odszkodowań wobec Japonii po przegranej wojnie w 1895 r.
Rosyjskie przedsięwzięcie – 1481 km, bez późniejszej odnogi południowej – górowało skalą nad koncesjami uzyskanymi przez Wielką Brytanię (Kolej Kowloon – Kanton ukończona z 1911, o długości 35 km) i Francję (Linia Indochiny – Junnan z 1898, o długości 460 km). Oficjalnie budowę kolei finansował stworzony w tym celu Bank Rosyjsko-Chiński, z kapitałem pochodzącym głównie z Francji. Budowa kolei była ukoronowaniem koncepcji „pokojowego podboju” Dalekiego Wschodu rosyjskiego ministra finansów Siergieja Witte. W celu budowy powołano Towarzystwo Kolei Chińsko-Wschodniej z kapitałem 5 mln rubli (Obszczestwo Kitajsko-Wostocznej Żeleznej Dorogi), z siedzibą w Petersburgu. Prezes Towarzystwa był wyznaczany przez stronę chińską, wiceprezes – przez rosyjską (Stanisław Kierbedź w latach 1896–1903, A. Wentcel w latach 1903–1920).
Mimo przyjętego przez Chiny standardowego rozstawu toru (1435 mm), na trasie KWŻD Rosjanie wymogli swój rozstaw (1524 mm).

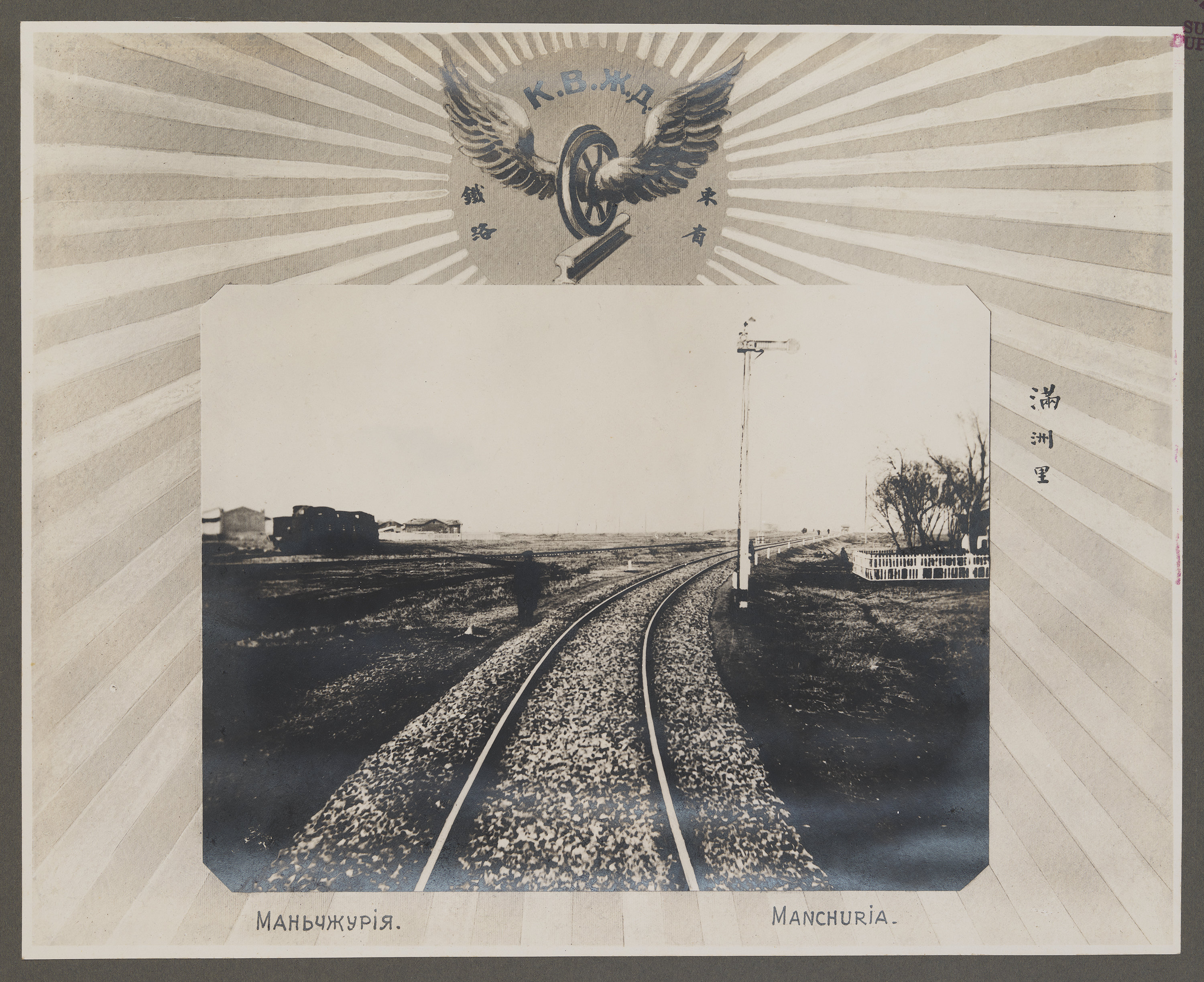
Kolej Wschodniochińska, ok. 1910

Projektowanie w terenie rozpoczęto w 1897 roku, a budowę – wiosną 1898 roku. Głównym inżynierem był A. Jugowicz, zastępcą S. Ignacius. Pierwszy odcinek Manzhouli – Harbin otwarto w 1899 roku. W 1903 ukończono całość linii, łącznie z południową odnogą od Harbinu do rosyjskich baz morskich Dalnyj (Dalian) i Port Artur (ob. Lüshunkou). Kolej była początkowo jednotorowa, na jej trasie zbudowano 1464 mostów i 9 tuneli. Długość wynosiła 2269 wiorst (2420 km). W 1913 roku kolej dysponowała 367 parowozami, 2696 wagonami towarowymi i 903 pasażerskimi. Towarzystwo KWŻD dysponowało także 20 statkami, odbywającymi rejsy z Władywostoku. Oprócz samej linii i jej infrastruktury, w tym telegrafu i telefonu, towarzystwo organizowało wzdłuż linii szpitale, szkoły, w tym 20 szkół kolejowych, biblioteki, a także zakłady przemysłowe związane z jej budową (tartaki itp.).

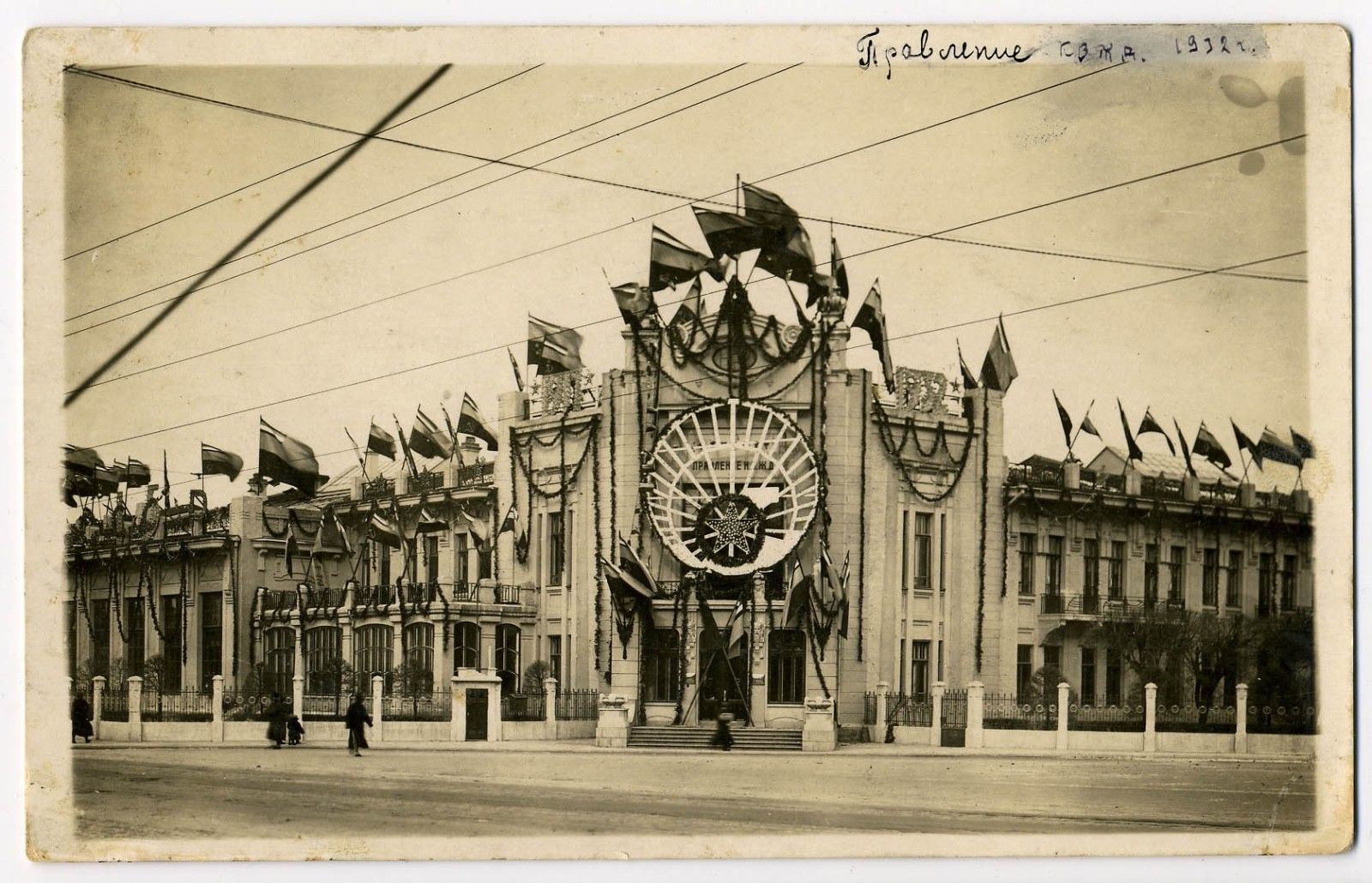
Urząd Kolei Wschodniochińskich w Harbinie

W budowie kolei brali udział polscy inżynierowie, m.in. Stanisław Kierbedź i Seweryn Wachowski. Na centrum administracyjne Kolei i Wschodniochińskiej Strefy Kolejowej obrano Harbin. Tam też znajdowały się główne warsztaty. Przy budowie zatrudniono wielu Polaków, wcześniej zatrudnionych przy budowie Kolei Transsyberyjskiej, a także zesłańców politycznych z 1863 roku.
Kolej Wschodniochińska odgrywała istotną rolę w zaopatrywaniu rosyjskich wojsk i dowożeniu posiłków podczas wojny rosyjsko-japońskiej w 1904 roku. Przejeżdżało nią wówczas do 18 par pociągów na dobę. Po pokoju z Portsmouth w 1905, południowa odnoga linii od Kuancheng (ob. dzielnica Changchun) przypadła Japonii i otrzymała nazwę Kolei Południowomandżurskiej.
Od 1924 roku Kolej Wschodniochińska była zarządzana wspólnie przez ZSRR i Chiny. W 1929 roku doszło do sowiecko-chińskiego konfliktu o Kolej Wschodniochińską, zakończonego przywróceniem stanu poprzedniego. W 1935 roku kolej została przejęta przez władze Mandżukuo. Po II wojnie światowej kolej była ponownie zarządzana przez ZSRR i Chiny, pod nazwą Chińska Kolej Changchuńska (ros. Kitajska Czanczunskaja Żeleznaja Doroga). W 1952 roku została ostatecznie przekazana Chińskiej Republice Ludowej.